# Christine Saalfeld
Christine Saalfeld (München, 1968) is een Duits/Nederlands beeldend kunstenaar, actief als beeldhouwer, graficus, installatiekunstenaar, en tekenaar.

## Loopbaan
Saalfeld is geboren en getogen in München en studeerde in 1997 af in de toegepaste kunst, illustratie en filosofie aan de Universiteit Hamburg. Vervolgens studeerde ze nog een jaar aan de Bezalel Academy of Arts and Design in Jerusalem (Israël), en van 2000 tot 2002 aan het Piet Zwart Instituut in Rotterdam.
In 2000 heeft Saalfeld zich gevestigd als beeldend kunstenaar in Rotterdam, van waaruit ze haar beroepspraktijk verder uitbouwde. Tussen 2007 en 2012 werkte ze als docent beeldende vorming op diverse scholen, en in 2010 was ze gastdocent aan de Aalto-universiteit. Sinds 2012 is ze tevens directeur van de stichting Stad-Nomaden in Rotterdam.
Met de jaren realiseerde Saalfeld meerdere tijdelijke en vaste sculpturen in de publieke ruimte in binnen- en buitenland. In 2007 was ze een van 45 ontwerpers, die in het kader van een het project Follydock een nieuw ontwerp voor Heijplaat, Rotterdam presenteerde.

## Werk

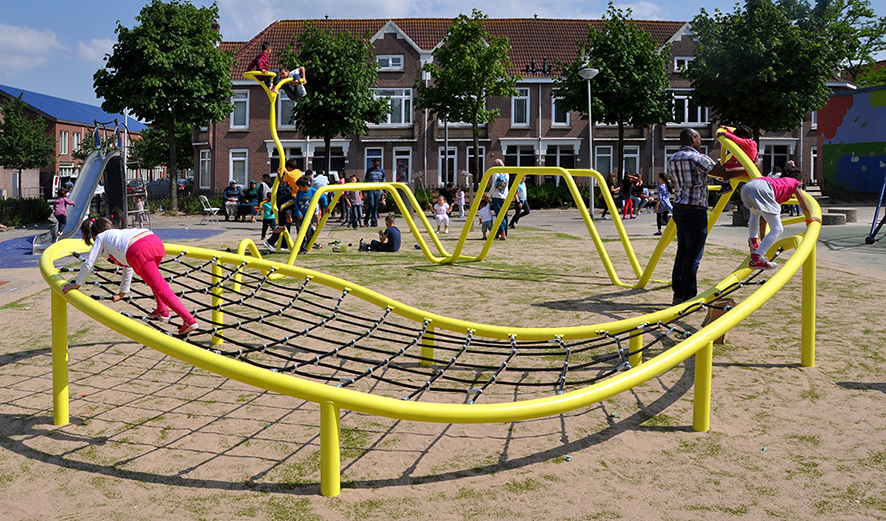
De Klimplant, Bloemhofplein, 2015

### Exposities, een selectie
- 2003. Welcome to Queriland, een installatie van Christine Saalfeld. Maastricht, Hedah.[3]
- 2007. Christine Saalfeld, recente sculpturen en grafiek. Galerie Poonberg, Rotterdam.[4]
- 2008. Topologies, Galerie de Expeditie Zsa-Zsa Eyck, Amsterdam. Verder met werk Raimond Chaves en Gilda Mantilla, Sophia Tabatadze, en Alicia Herrero.[5]
- 2010. Paljas Talo. Pori - Rotterdam - Ulaanbaatar. Groepsexpositie.[6]
- 2011. Bare house. Ulaanbaatar, Ulaanbaatar, Mongolia.[7]

### Publicaties, een selectie
- Christine Saalfeld. The art of cohabitation; as an art form of social coexistence. Stichting STAD-NOMADEN, Rotterdam, 2017.